# 2586 Матсан
2586 Матсан (2586 Matson) — астероїд головного поясу, відкритий 11 червня 1980 року.
Тіссеранів параметр щодо Юпітера — 3,525.